# Rick Thorne
Pour le juge de fiction, voir Le juge Thorne fait sa loi#Synopsis.
Rick Thorne est un sportif de haut niveau dans le monde du BMX.

## Biographie
Il commence la discipline au milieu des années 80, en pratiquant toutes ses variantes, du street au vert, en passant par le flat.
Dans les années 1990, il participe à l'essor de la discipline en intégrant l'équipe élite de Mat Hoffman. Il est l'un des premiers athlètes à être sponsorisé par Monster Energy et participe à des événements de la marque.
En dehors de ses activités sportives, il est le chanteur du groupe de punk rock Good Guys In Black.
Il est présent dans les jeux vidéo Tony Hawk's American Wasteland et Tony Hawk’s Pro Skater 4.